# Schloss Hirschberg (Bayern)

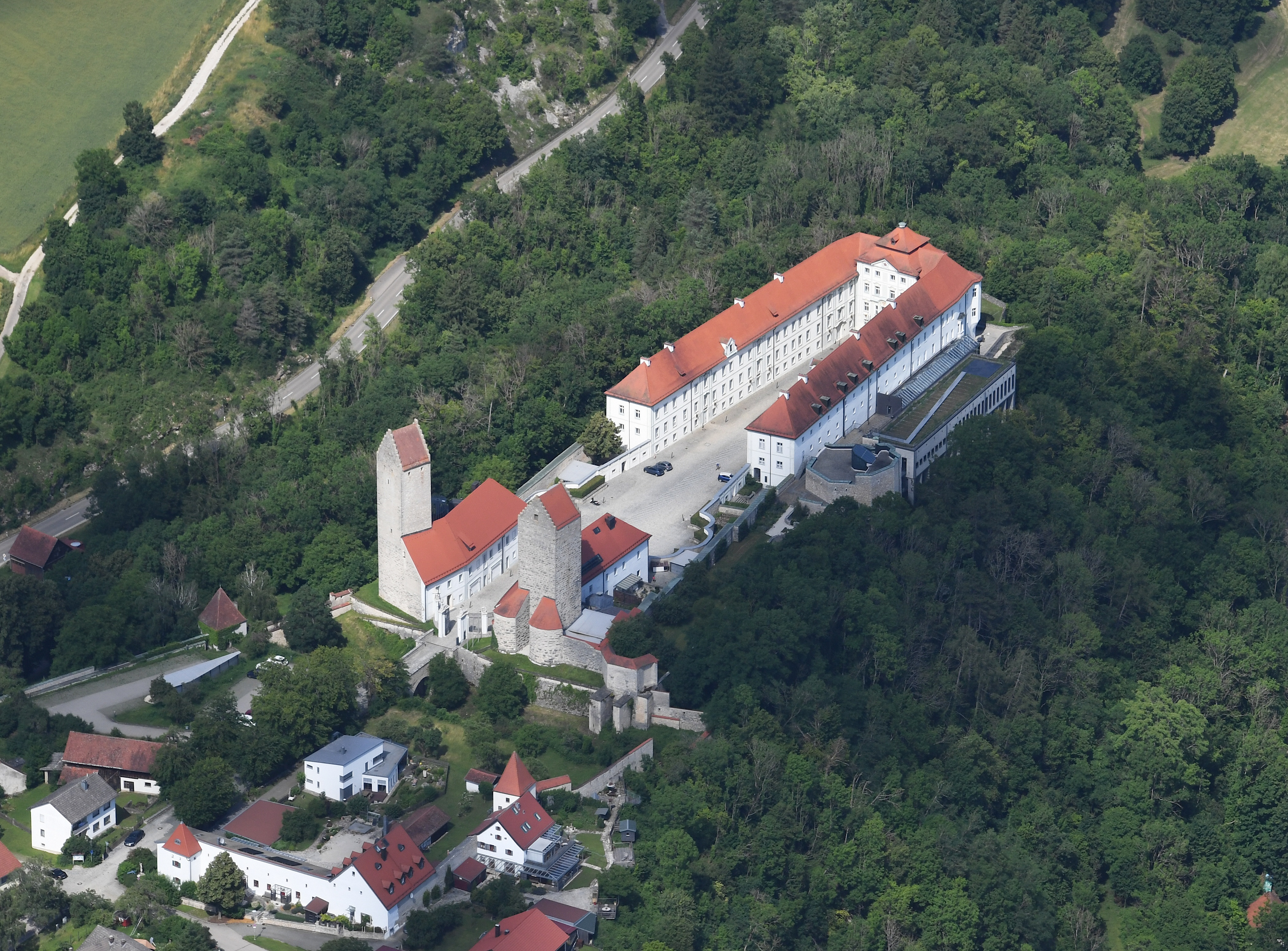
Luftbild von Schloss Hirschberg

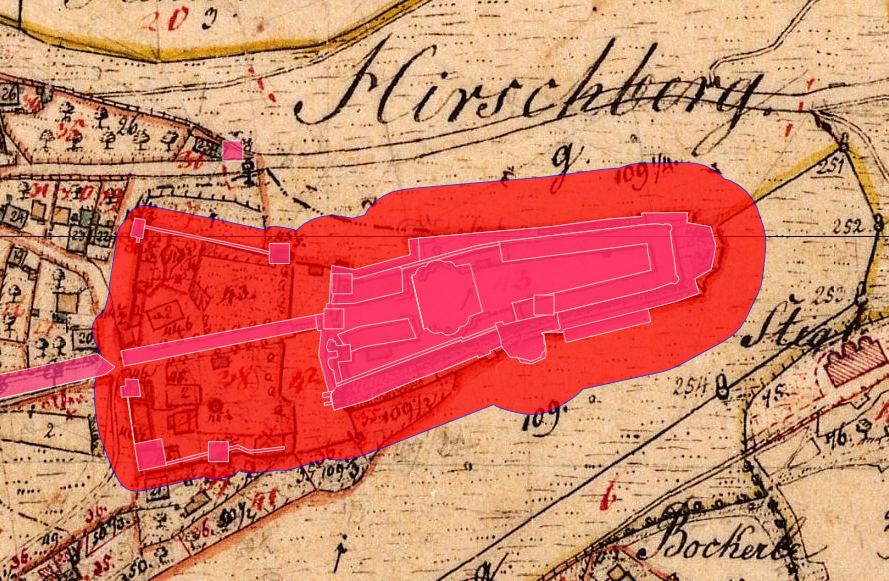
Lageplan von Schloss Hirschberg auf dem Urkataster von Bayern

Schloss Hirschberg liegt auf einem langgestreckten Bergrücken oberhalb von Beilngries im Naturpark Altmühltal und ist mit der Willibaldsburg von Eichstätt eine der beiden größten Burganlagen im Altmühltal. An das Schloss grenzt das Dorf Hirschberg an.

## Geschichte

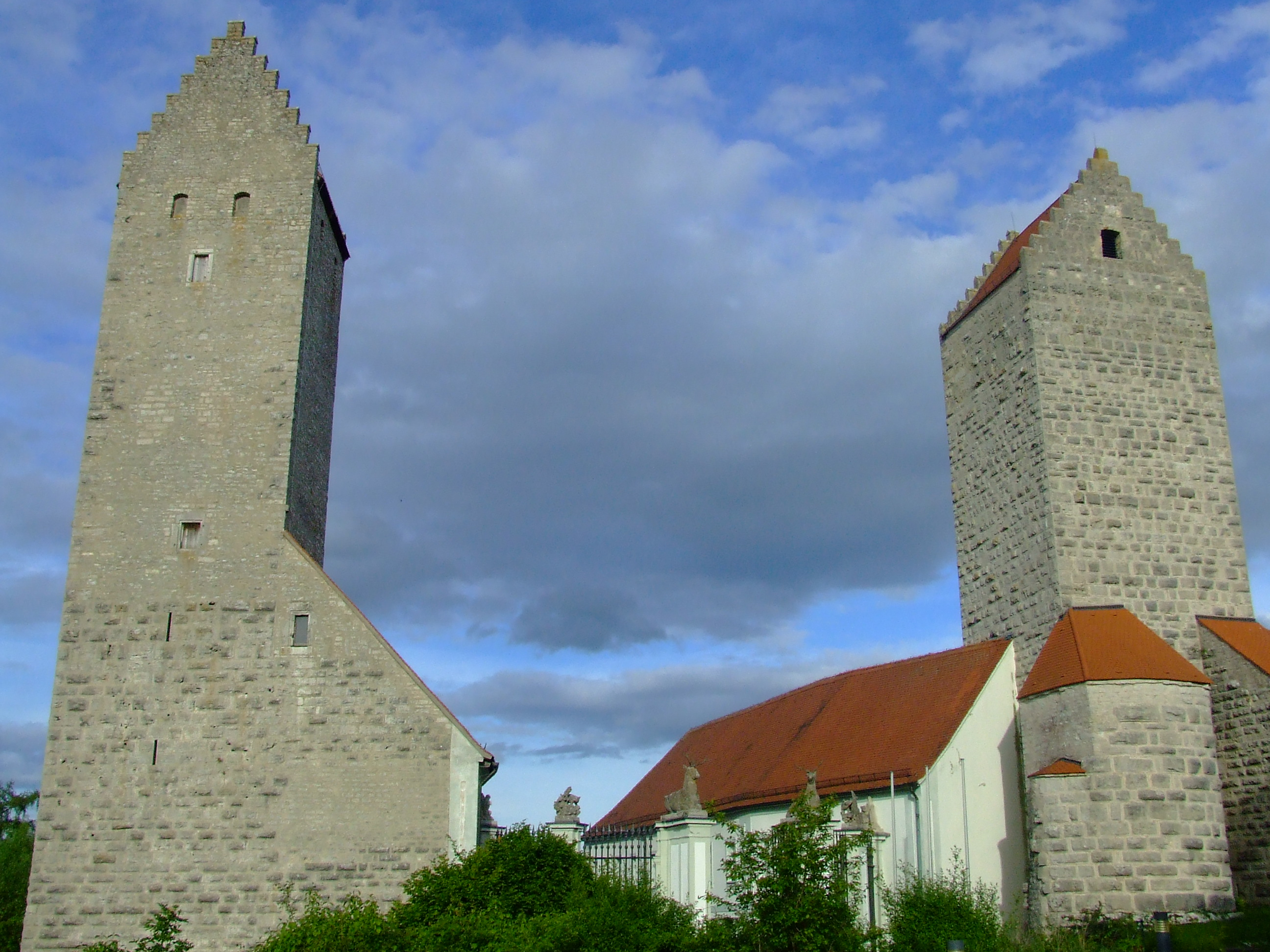
Schloss Hirschberg, Wehrtürme der mittelalterlichen Grafenburg

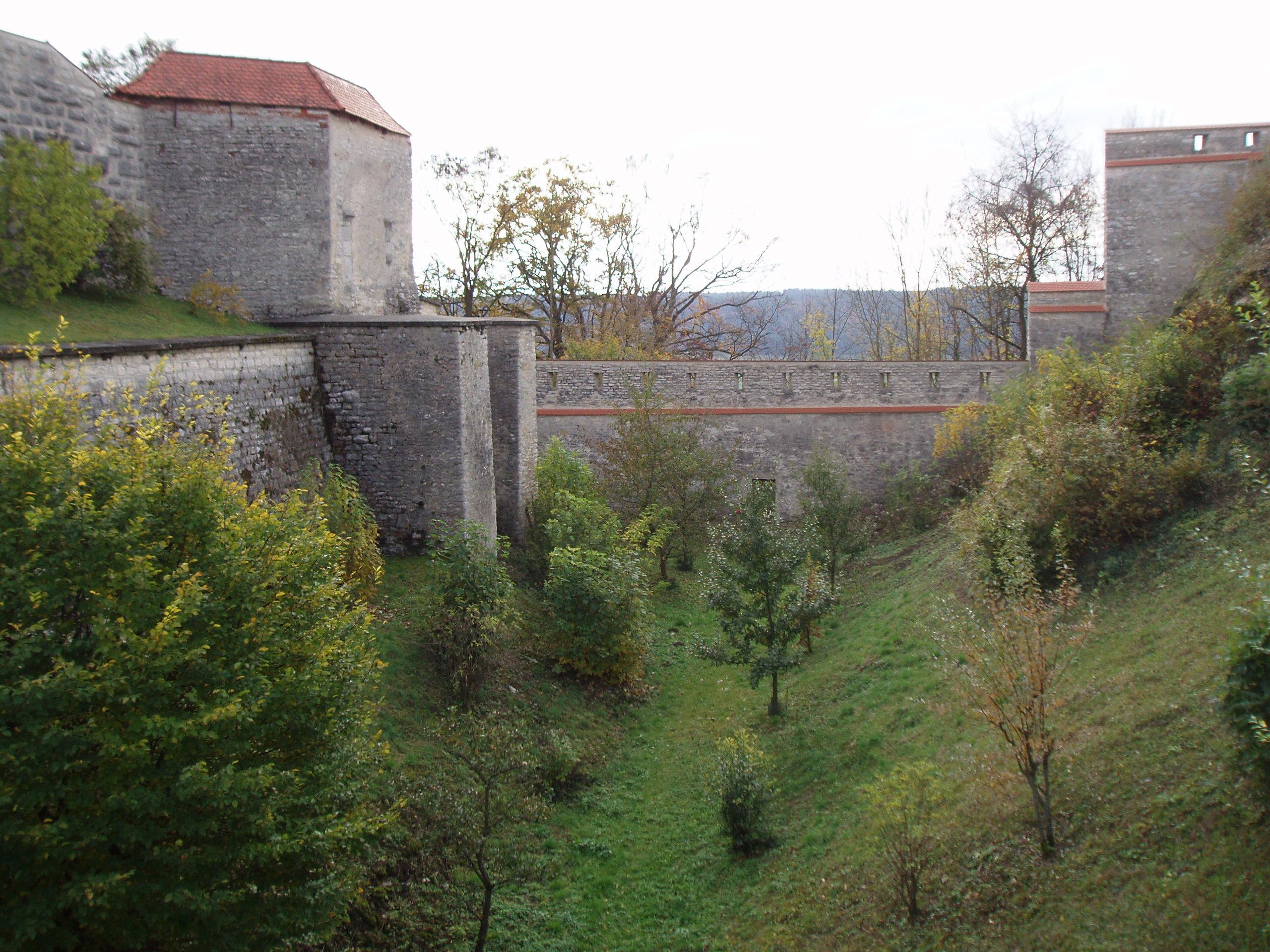
Schloss Hirschberg, Burggraben der mittelalterlichen Grafenburg

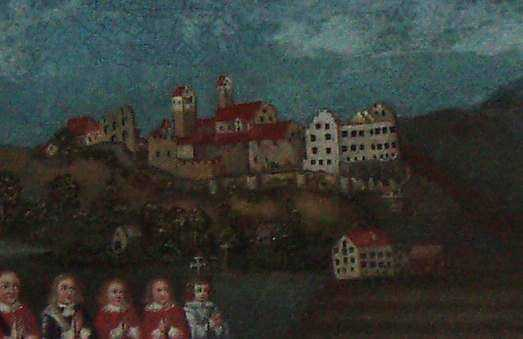
Schloss Hirschberg nach dem Brand von 1632

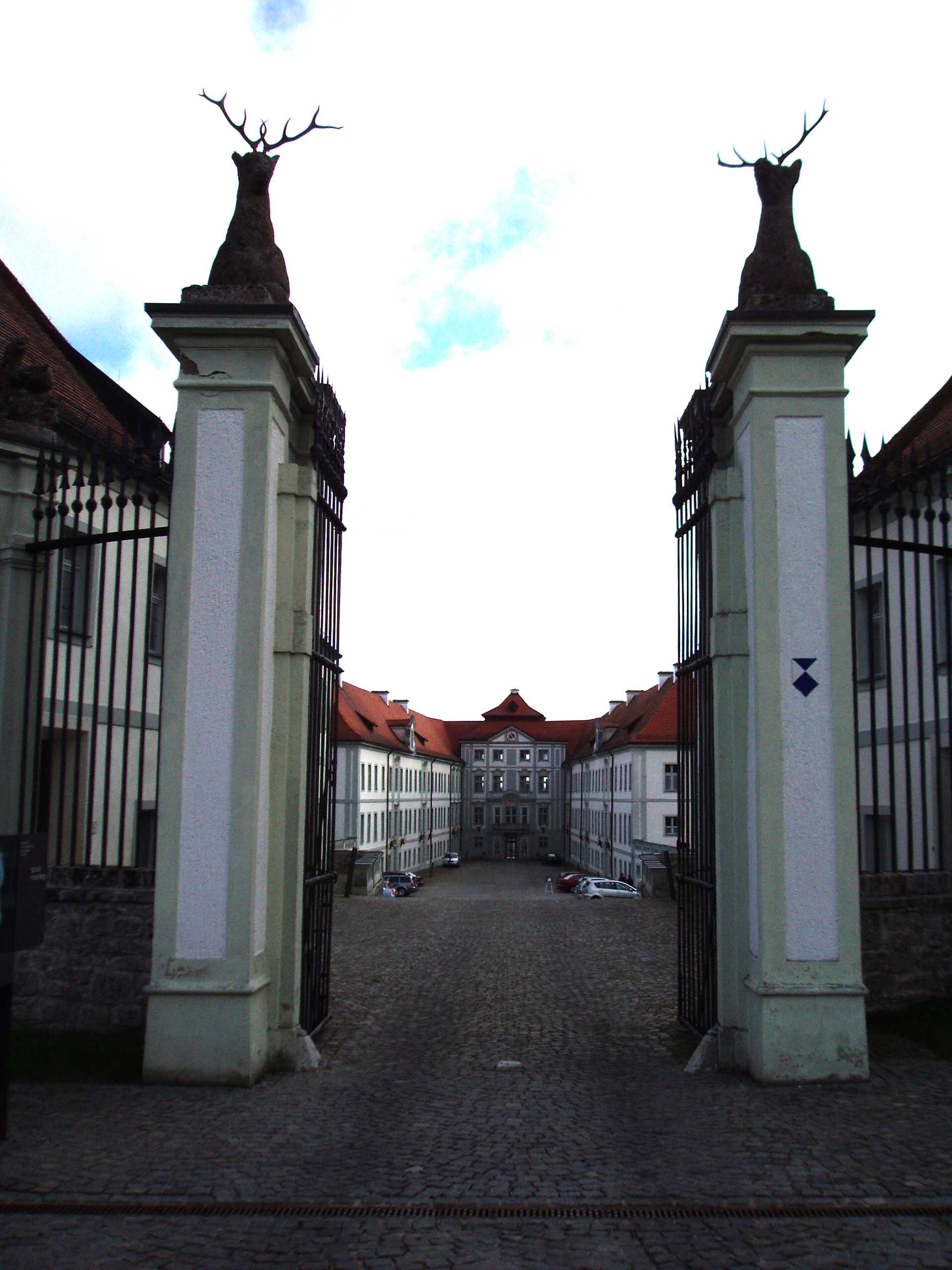
Blick von der Schlossbrücke zum Innenhof

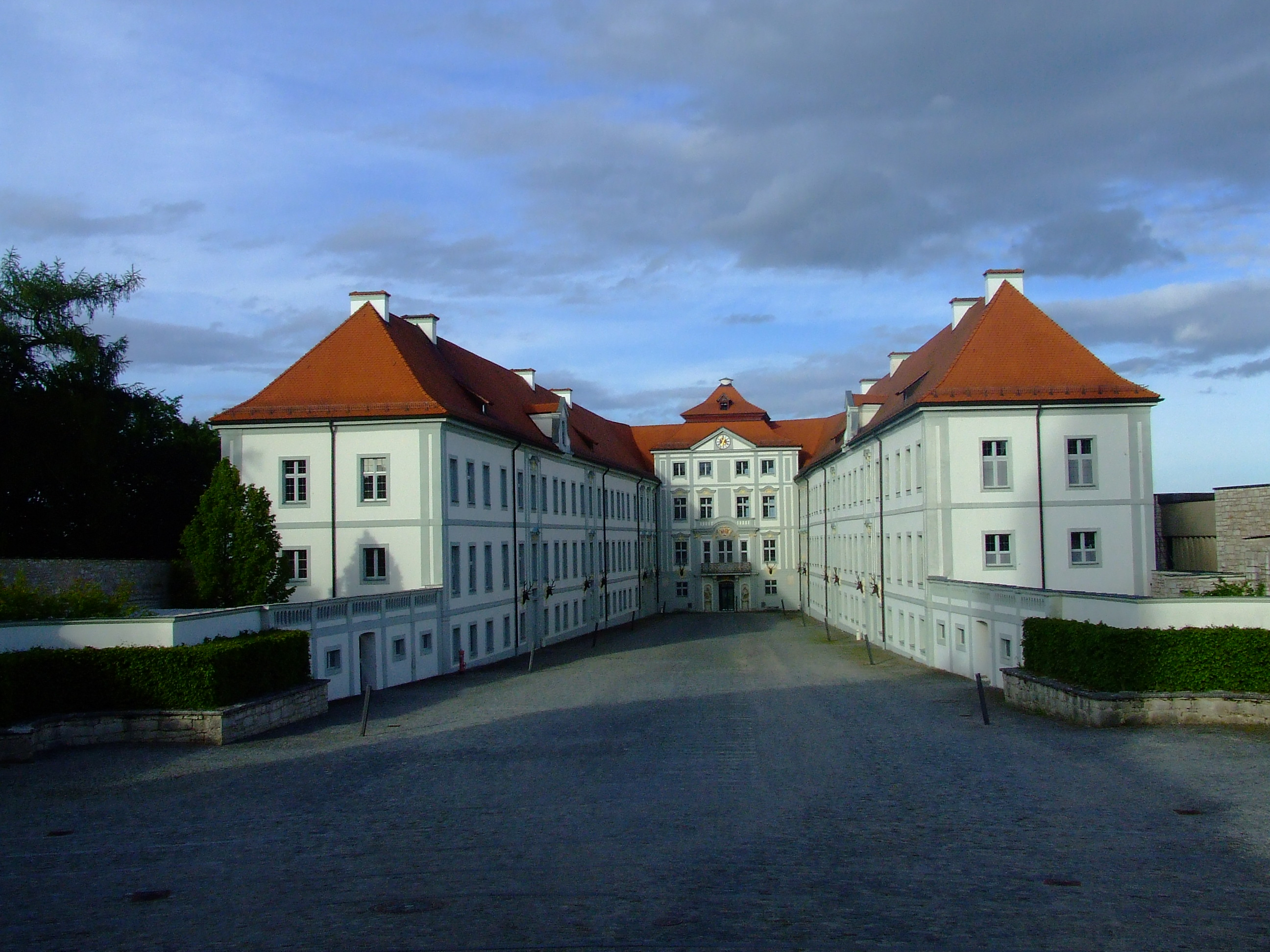
Schloss Hirschberg, Innenhof

Von 1170 bis 1200 errichteten die Grafen von Grögling und Dollnstein auf dem Hirschberg eine ausgedehnte Burganlage und nannten sich nach ihrem neuen Sitz ab 1205 „Grafen von Hirschberg“. Das Geschlecht, das aus der Grafschaft Ottenburg an der Moosach (westlich von Freising) stammt, hatte die Schutzvogtei über die Eichstätter Kirche durch kaiserliche Verleihung erhalten. Die damals erbaute Burg (Vorgängerbauten sind archäologisch nachgewiesen) hatte schon die Ausmaße wie heute, ein Rechteck mit einer Länge von 200 m und einer Breite von 50 m. Viele Teile der Grafenburg sind in ihrer Struktur bis in die Gegenwart erhalten geblieben: die beiden Bergfriede im Westen, die südliche Ringmauer bis zur Schlosskapelle. Am 8. September 1304 vermachte der letzte Graf von Hirschberg, Gebhard VII., in seinem Testament Grafenburg und Grafschaft dem Bischof von Eichstätt, auf dessen Grund die Burg einst errichtet worden war. Er starb im März 1305; auch bei der folgenden Erbauseinandersetzung mit den bayerischen Herzögen wurde die Burg im Gaimersheimer Vertrag im Oktober 1305 der Eichstätter Kirche zugeschlagen. Die neuen Burgherren erweiterten und ergänzten die Anlage über die Jahrhunderte hinweg immer wieder.
Bischof Friedrich IV. von Oettingen (1383–1415) führte den Nordturm bis zur heutigen Höhe und schloss an ihn einen viergeschossigen Bau für den Burgvogt, Bischof Albrecht II. von Hohenrechberg (1429–1445) verlegte die ursprüngliche Zufahrt in die Wehrmauer südlich des Torturmes. Ebenso legte er westlich des Halsgrabens die geräumige Vorburg an, deren Ummauerung mit vier Türmen erhalten ist. Bischof Wilhelm von Reichenau (1464–1496) ersetzte an der Ostspitze des Berges den alten Grafenbau durch ein dreigeschossiges Herrenhaus, dessen Außenmauern einschließlich der ursprünglichen Fensterachsen im heutigen Saalbau noch fortbestehen. Unter Bischof Martin von Schaumberg (1560–1590) entstand der große Nordflügel, dessen Fenster auf der Nordseite noch die steinernen Sohlbänke und Verdachungen tragen. 1632 brannte die Burg durch Blitzschlag zum großen Teil aus, nur die Türme, das Pflegerhaus und die Kapelle blieben verschont. Ein Votivbild des Pflegers Lorenz von Helmstadt, das heute im zweiten Obergeschoss des Treppenhauses hängt, vermittelt ein Bild von der zerstörten Anlage. Erst 1670 bis 1729 wurde die Burg teils wieder aufgebaut, teils erneuert. Viele Teile blieben aber unsaniert. Daher wurde eine neue Gesamtplanung erstellt, die das Schloss im Sinne der großen Schlossarchitektur des Spätbarocks verwirklichen sollte. Den Auftrag hierzu erteilte Bischof Raymund Anton Graf von Strasoldo (1757–1781). 1760 bis 1764 baute der fürstbischöfliche Hofbaudirektor Moritz Pedetti die bis heute sichtbare symmetrische Rokoko-Schlossanlage. Pedetti führte den Südflügel an der Stelle des alten Getreidekastens bis zu seiner heutigen Ausdehnung nach Westen und brach den Pflegerbau sowie die hohe Schildmauer zwischen den Wehrtürmen ab. Auf diese Weise gewann er einen symmetrisch verlaufenden Ehrenhof von 150 m Tiefe. Sodann erhielt die Vorburg in der Verlängerung der Mittelachse eine 60 m tiefe Allee, die in der sogenannten „Fürstenstraße“ schnurgerade durch die Felder und Fluren tief in die angrenzenden Jurawälder führt. Schließlich gab Pedetti der gesamten Außenarchitektur des Rokokoschlosses eine einheitliche Fassadengliederung, während der Eichstätter Hofbildhauer Johann Jakob Berg den Innenräumen eine reiche Stuckausstattung verlieh.
1803 fiel das Schloss bei der Säkularisation an den Großherzog von Toskana Ferdinand. In den folgenden Jahrzehnten wechselte der Eigentümer öfters: 1806 fiel es an den bayerischen Staat, 1817 fiel es an das neu gegründete Fürstentum Eichstätt unter Eugen Beauharnais, Herzog von Leuchtenberg, 1833 fiel es wieder an den bayerischen Staat.

### Verschiedene kirchliche Nutzungen in der neueren Zeit
1860 kaufte Bischof Georg von Oettl (1846–1866) das Schloss für das Bischöfliche Seminar in Eichstätt zum Ferienaufenthalt der Alumnen und Seminaristen.
1923 wurde auf dem Schloss das „Hirschberg-Programm“ des Bundes Neudeutschland verkündet.
1925 wurde das Schloss Exerzitienhaus für die Diözese Eichstätt. 1967/69 entstand am Südhang nach Plänen von Alexander Freiherr von Branca die Marienkapelle. 1987–1992 wurden die historischen Räume generalsaniert. Diözesanbaumeister Karljosef Schattner und Professor Karl-Heinz Schmitz entwarfen den Neubau als Anbau von Speisesaal, Küche und Cafeteria am Südhang und zeichnete für den Innenumbau des Hauses verantwortlich.
Seit 2003 firmiert das Haus unter der Bezeichnung „Bistumshaus Schloss Hirschberg“.

### Heutige Gestalt des Schlosses
Da Schloss Hirschberg als Bildungshaus dient, ist eine Besichtigung nur im Rahmen von öffentlichen Führungen, die jeweils am Sonntagnachmittag stattfinden, möglich.
Am und im Schloss sind kunsthistorisch sehenswert:
- Mittelportal des Saalbaues mit Jura-Steinskulpturen von Johann Jakob Berg, den Hof- bzw. Zeremonien- und den Küchenmeister darstellend, mit Bauinschrift und Wappen des Fürstbischofs von Strasoldo; der Stuck im Innern ebenfalls von J. J. Berg
- Kaisersaal im 1. Stock des Mittelbaues mit dem Portraitgemälden des Kaiserhauses des 18. Jahrhunderts von Johann Michael Franz, Deckenstuck mit Jagdszenen
- Rittersaal im 2. Stock mit Pilastern aus Fayenceplatten, mit Gemälden von Hochstiftsorten, von Gebhard VII. von Hirschberg und von Fürstbischof Raymund Anton Graf von Strasoldo und mit Deckenfresko „Opferung der Iphigenie in Aulis“, sämtlich von Johann Michael Franz, und mit Stuck
- Weitere Stuckräume, unter anderem das „Spinnenzimmer“
- Alte Schlosskapelle Hl. Johannes Evangelist, Stuckaltar mit dem die Offenbarung empfangenden und aufschreibenden Evangelisten (sogenannte Johanneskapelle)
- Hirschgeweihe auf Obereichstätter Gußplatten im Innenhof an den beiden Seitenflügeln
- Barocke Toreinfahrt mit Tierplastiken aus Stein
- Neue Schlosskapelle im von-Branca-Anbau, der hl. Maria geweiht (sogenannte Marienkapelle), mit darunter liegendem Hörsaal

Die Anlage ist unter der Aktennummer D-1-76-114-109 als denkmalgeschütztes Baudenkmal von Beilngries verzeichnet. Ebenso wird sie als Bodendenkmal unter der Aktennummer D-1-6934-0082 im Bayernatlas als „Mittelalterliche und frühneuzeitliche Befunde im Bereich von Schloss Hirschberg, Höhensiedlung vorgeschichtlicher Zeitstellung“ geführt.